# Puente de piedra Quelón
El Puente de Piedra Quelón o La Recta es un puente de piedra y metal ubicado en el kilómetro 35.50 de la ruta D-37-E Illapel Tilama; su superficie aproximada es de 267,64 mts2. Constituye un vestigio de la Red Longitudinal Norte del ferrocarril, concebida como alternativa de transporte de carga, bienes e insumos para la explotación agrícola del tramado interior del país; también fue utilizada como alternativa de desplazamiento para soldados y pertrechos de la época. 

## Historia
Cuando se afirmó el triunfo de Chile en el periodo de la Guerra del Pacífico, se suscitó la necesidad de empezar a tomar en posesión los grandes territorios ubicados en la zona Norte. Esto no solo implico la ocupación militar y burocrática de dicha zona, sino que además involucró la explotación comercial en especial de la agrícola y minera que tomaban territorios del centro del país. Debido a ello la agricultura requiere de vías y medios de transporte para la exportación de los productos desde los valles interiores hacia los puertos de embarque y el resto de Chile.
Debido a lo sucedido bajo este acontecimiento es el presidente de la época, Don José Manuel Balmaceda, quien da la orden de licitar este tramo el cual comprendería desde la localidad de Los Vilos hasta los pueblos ubicados en los interiores de Illapel y Salamanca. La ruta contaba con ocho estaciones, donde además se encontraban una serie de puentes y túneles subterráneos que cruzaban la geografía del valle del Choapa. El término de la obra llevó mucho más tiempo del que se tenía planificado, puesto que la empresa que se encontraba a cargo de su construcción abandonó la construcción del proyecto quedando sin culminación. Es por ello que la Dirección General de Obras Públicas se encargó de su finalización.

## Construcción
El comprender de estas obras, construidas de acero y mampostería (piedra) que son pertenecientes a la primera ruta ferroviaria que era aquella que unía a los pueblos del interior de la región de Coquimbo, esto es una experiencia obligada para conocer parte de la historia de Chile.
Esta constituye a un vestigio de la red longitudinal del Norte del ferrocarril, de a fines del siglo XIX y se usó a comienzos del siglo XX. La tecnología que se usó para su debida construcción fue basada principalmente en el uso de la piedra y del metal, actualmente este se encuentra en incapacitado para su uso, (Localidad: Tilama) Longitud: 54 m / Mampostería.
Paralelamente, su importe patrimonial ha sido un desarrollo histórico que va en incremento esto es porque es parte de un diseño trazado siguiendo la ruta de Diego de Almagro en su ingreso a Chile.E

## Red ferroviaria
La red longitudinal norte en los inicios del siglo XX se componía por unas pocas líneas aisladas, las que eran de índole pública y privada. Aun así, la existencia de este ferrocarril entregó provecho comercial, comunicacional, industrial y administrativo en el país, lo que presentó una gran innovación en la comunicación, dando paso a la integración nacional con la incorporación del alambrado del servicio telegráfico que progresó junto a la vía férrea.
De la red ferroviaria sobresalen dos segmentos sobre el río Conchalí, el puente sobre el río Choapa y otro sobre el río Illapel. Un factor que generó problemática y se convirtió en un reto para los ingenieros de esos años fue la inclinación del suelo en el sector, la vía disponía con un muelle de 124 metros.
La tecnología y manufactura utilizada en la realización  de la línea ferroviaria de esos años, que se basaba principalmente en el uso de materiales como piedra y metal, se encuentra e desuso en la actualidad . Lo que hace que su valor patrimonial e histórico se vea incrementado al ser parte del trazado que se diseñó siguiendo la ruta que siguió Diego de Almagro al ingresar por primera vez a Chile.
La prolongación del ferrocarril de Calera a Cabildo para pasar al valle del río Petorca, hasta ubicar una estación que sea el punto de partida de la línea que debe llegar al Choapa, tiene solo una longitud de 12.800 metros
Esta prolongación de la línea ferroviaria trae consigo diversas dificultades que producen un aumento en el presupuesto establecido, teniendo un costo de construcción que parece excesivo.
El problema que se presenta es poder pasar por los cerros y valles de la forma más ventajosa posible, tratando de resolverlo con un proyecto que establece buenas soluciones al menor costo posible.
La estación de Pedegua, terminó 
El término de esta sección corresponde a la estación de pedegua, la que se debe ubicar en terrenos planos en las proximidades de la quebrada Honda, así permitiendo que la línea, para que la línea que debe seguir al Choapa pase inmediatamente el río de Petorca y tomar los faldeos del lado poniente del Cajón de  las Palmas y subir al túnel de las Palmas, proyectado para pasar al Cajón de Tilama. 
Como he expresado para. definir la solución más conveniente es necesario tener como base de partida la formación de un proyecto, 
Las entidades que influyen en el valor económico del ferrocarril corresponden al precio kilométrico del desarrollo de subida, la longitud, el precio del túnel, la altura que queda este colocado y el aumento del precio kilométrico de la bajada a Pedagua.
El precio kilométrico del desarrollo de subida, pero deben ser cada uno de estos criterios estudiados individualmente

## Reconstrucción
En el mes de junio del año 2012, la comunidad de Tilama y la de Quelon recibieron una noticia que estaban esperando desde hace mucho, y es que fueron cerca de 4 años que los vecinos de la comuna de los vilos se mantuvieron atentos y en continua preocupación por este informe.
Esto se debe a que ellos fueron los mismos que los impulsaron, es esta la declaración de lo que hoy contempla su categoría de monumentos históricos nueve inmuebles correspondientes a túneles y puentes de piedra y metal.
La semana en que se dio en conocimiento la noticia en la que el consejo regional (CORE) decidió acoger de manera positiva la solicitud de independiente de la región de Coquimbo, Claudio Ibáñez, la cual era de dar énfasis y financiar el proyecto "Restauración estructural de la Ruta D-37 de puentes y túneles Tilama y Quelón" en su etapa de diseño.
Esta iniciativa exigía un costo de $677 millones de los cuales serán financiados en un 50% por el Gobierno Regional a través de los recursos del Fondo Nacional de Desarrollo Regional (FNDR) y el otro 50% que será cubierto por la Subsecretaria de Desarrollo Regional (SUBDERE). Esto se debe a que estas edificaciones históricas forman parte de la antigua vía férrea que unía las regiones de Coquimbo y Valparaíso. En el día de hoy, a más de un siglo de antigüedad, estas son parte de un recorrido cargado de relatos e historia.